# Pasir Garam (Simpang Katis)
Pasir Garam is een bestuurslaag in het regentschap Bangka Tengah van de provincie Bangka-Belitung, Indonesië. Pasir Garam telt 1900 inwoners (volkstelling 2010).